# Резолюция Совета Безопасности ООН 1583
Резолюция Совета Безопасности ООН 1583 была принята 28 января 2005 года, ссылаясь на предыдущие резолюции по Израилю и Ливану, включая резолюции 425 (1978), 426 (1978) и 1553 (2004). Совет продлил мандат Временных сил Организации Объединенных Наций в Ливане (ЮНИФИЛ) ещё на шесть месяцев до 31 июля 2005 года и осудил насилие вдоль «Синей линии».

## Подробности
Совет безопасности напомнил о докладе Генерального секретаря Кофи Аннана о том, что Израиль вывел свои войска из Ливана 16 июня 2000 года в соответствии с резолюцией 425. В ней подчеркивался временный характер операции ЮНИФИЛ и отмечалось, что она выполнила две из трех частей своего мандата, при этом выражалась обеспокоенность напряжённостью вдоль «Синей линии» и возможностью эскалации.
К ливанскому правительству был обращён призыв восстановить свою власть в южном Ливане путём развертывания ливанских сил. Сторонам было настоятельно предложено обеспечить ЮНИФИЛ полную свободу передвижения и обеспечить их безопасность. К Израилю и Ливану был обращён призыв выполнить обязательства по соблюдению линии отвода, определенной Организацией Объединенных Наций, и все нарушения этой линии в воздухе, на море и суше были осуждены, что вызвало обеспокоенность совета. В ней особо осуждались недавние инциденты на линии соприкосновения, которые привели к гибели миротворцев Организации Объединенных Наций.
Резолюция поддержала усилия ЮНИФИЛ по мониторингу нарушений линии отвода и усилия по разминированию, поощряя необходимость предоставления дополнительных карт расположения наземных мин. Генеральному секретарю было предложено продолжить консультации с правительством Ливана и странами, предоставляющими войска, относительно осуществления текущей резолюции. Далее ему было предписано отчитываться о деятельности ЮНИФИЛ и о задачах, выполняемых Организацией Объединенных Наций по наблюдению за соблюдением перемирия.
Наконец, резолюция завершается подчеркиванием важности справедливого и прочного мира на Ближнем Востоке на основе соответствующих резолюций Совета Безопасности, включая 242 (1967) и 338 (1973).